# Minamoto no Tameyoshi
Minamoto no Tameyoshi (源 為義), född 1096, död 17 augusti 1156, var sonson till Minamoto no Yoshiie och ledare för Minamoto-klanen. Han ledde Hōgen-upproret. Tameyoshi var också känd under namnet Mutsu Shirō (陸奥 四郎).
Förutom sin roll i Hōgen-upproret ska Tameyoshi också ha haft en ledande roll i flera konflikter tidigare i sitt liv. 1113 utvecklades maktkampen mellan krigarmunkarna (sōhei, 僧兵, bokstavligen ”krigarmunk”) från Mii-dera och Enryaku-ji till regelrätta strider på Kyotos gator. Fastän palatsvakterna mobiliserades snabbt för att skydda kejsaren, sägs det att det var Tameyoshi, som med en liten skara beridna samurajer drev undan mobben.
Efter att ha blivit besegrad i Hōgen-upproret fängslades Tameyoshi av sin son, Minamoto no Yoshitomo. Han blev senare halshuggen trots sin sons försök att få hovet att benåda honom.